# Sissy de Mas
Sissy de Mas (* 10. November 1946 in Düsseldorf) ist eine ehemalige deutsche Fernsehmoderatorin und Sportredakteurin. Sie war von 1971 bis 2004 beim ZDF beschäftigt.

## Werdegang
Mit ihrem Verein Rot-Weiß Oberhausen wurde sie über 4 × 100 Meter deutsche Jugendvizemeisterin und sie nahm am Jugendlager der Olympischen Spiele 1964 in Tokio teil. Anschließend studierte sie an der Deutschen Sporthochschule Köln.
Ab 1971 war Sissy de Mas beim ZDF. Zunächst absolvierte sie dort ein Volontariat, danach war sie freie Mitarbeiterin der Redaktionen Aktuelles und Sport. Von 1978 bis 1982 gehörte sie zu den Moderatoren der Vorabendreihe Drehscheibe. 1980 und 1981 präsentierte sie gemeinsam mit der vormaligen niederländischen Eiskunstläuferin Joan Haanappel sechs Mal das aktuelle Sportstudio. Auch bei der am späten Sonntagnachmittag beheimateten ZDF-Sportreportage zählte sie zu den Moderatoren. Ab 1982 war sie verantwortlich für den Sportteil in den heute-Nachrichten.
Für 3sat moderierte sie Sport Zeit Extra und Sport Zeit Nachrichten. Anfang November 2004 wurde sie im Alter von 58 Jahren vom ZDF in den Ruhestand versetzt.